# Từ Nguyên Tĩnh
Từ Nguyên Tĩnh (tên thật là Lê Văn Tĩnh; sinh năm 1947) là nhà văn Việt Nam, được tặng Giải thưởng Nhà nước về Văn học Nghệ thuật vào năm 2022.

## Tiểu sử
Từ Nguyên Tĩnh (tên thật là Lê Văn Tinh sinh ngày 15 tháng 11 năm 1947 tại làng Bàn Thạch, Xuân Quang, huyện Thọ Xuân, tỉnh Thanh Hoá.
Năm 1965, Từ Nguyên Tĩnh nhập ngũ, gắn bó với trận địa cầu Hàm Rồng và tuyến lửa xứ Thanh suốt mười năm trong quân ngũ. Năm 1975, ông xuất ngũ, thi đỗ vào Khoa Ngữ văn, Trường Đại học Tổng hợp Hà Nội. Học xong (1982), ông về quê, dần dần làm đến chức Phó Chủ tịch Hội Văn nghệ Thanh Hóa, Tổng Biên tập Tạp chí Xứ Thanh. Đến năm 2016, ông chính thức chuyển ra Hà Nội, sống bên hồ Đầm Trầm.
Ông là hội viên hội Nhà văn Việt Nam từ năm 1994; hội viên hội Nhà báo Việt Nam; hội viên Khoa học lịch sử Việt Nam.

## Sự nghiệp
So với nhiều bạn văn, Từ Nguyên Tĩnh cầm bút khá muộn. Khởi đầu từ tập ký sự Hàm Rồng ngày ấy viết chung với Lê Xuân Giang (hai tập, 1984-1987), sau đó ông liên tục cho ra đời nhiều tập truyện ngắn, sáu tiểu thuyết, hai tập thơ, 1 bản trường ca, 1 tuyển tập Thơ Từ Nguyên Tĩnh (2014). Với thời gian trên ba mươi năm cầm bút, đó là thành quả nghệ thuật của sự bền bỉ, cần mẫn, đam mê, nghiêm túc, đạt hiệu suất cao.

Từ Nguyên Tĩnh đã giành được nhiều giải thưởng về văn học: Giải nhì cuộc thi truyện ngắn của tạp chí Sông Hương (1993) với truyện ngắn Mẹ; Giải thưởng của Hội đồng văn học về đề tài chiến tranh của Hội Nhà văn Việt Nam (1994) với truyện ngắn Mối tình chàng Lung Mù; Giải C của Hội Liên hiệp Văn học nghệ thuật Việt Nam (2001) với Trường ca Hàm Rồng; Tặng thưởng cuộc thi tiểu thuyết của Hội Nhà văn Việt Nam (2004 - 2006) với tiểu thuyết Cõi người … 
nhà văn Từ Nguyên Tĩnh  
Truyện ngắn Người tình của cha (1991) của Từ Nguyên Tĩnh đã được chuyển thể thành phim và công chiếu trên Đài Truyền hình Việt Nam vào năm 1994. Truyện ngắn này cũng đã được tuyển chọn vào chương trình tham khảo lớp 9, bộ môn văn học địa phương tỉnh Thanh Hóa từ năm học 2007 - 2007. Truyện ngắn Hạnh phúc trần gian cũng được chuyển thể phim và được đài Truyền hình Đà Nẵng công chiếu năm 1995.
Năm 2022, ông được tặng Giải thưởng Nhà nước về Văn học Nghệ thuật với tác phẩm: Mối tình chàng Lung Mù (tập truyện ngắn).

## Tác phẩm chính

### Tiểu thuyết
- Mảnh vụn chiến tranh (tiểu thuyết, NXB Hội nhà văn, 1994; NXB Công an nhân dân, 2006)
- Không thành người lớn (tiểu thuyết, NXB Thanh Hoá, 1995, tái bản 2007)
- Cõi người (2004),
- Đời côi cút (2016),
- Truyền thuyết sông Thu Bồn (2008),
- Sống được là may (2014);

### Tập truyện ngắn, ký
- Hàm Rồng ngày ấy (viết chung với Lê Xuân Giang, ký sự, hai tập, 1984-1987),
- Mối tình chàng Lung Mù (1992),
- Gã nhà quê (1993),
- Mùa yêu đương (1997),
- Kiếp cầm ca (2002
- Chuyện lạ trên núi mắt rồng (2005),
- Người tình của cha (2006),
- Truyện ngắn Từ Nguyên Tĩnh I (2006),
- Truyện ngắn Từ Nguyên Tĩnh II (2011),
- Ngày bình thường của chiến tranh (2017);

### Thơ
- Bản thảo I (2007),
- Bản thảo II (2009),
- Trường ca Hàm Rồng (2000),
- Thơ Từ Nguyên Tĩnh (2014).

## Vinh danh
- Giải thưởng Nhà nước về Văn học Nghệ thuật năm 2022.

### Giải thưởng văn học
- Giải nhì cuộc thi truyện ngắn của tạp chí Sông Hương (1993) với truyện ngắn Mẹ;
- Giải thưởng của Hội đồng văn học về đề tài chiến tranh của Hội Nhà văn Việt Nam (1994) với truyện ngắn Mối tình chàng Lung Mù;
- Giải C của Hội Liên hiệp Văn học nghệ thuật Việt Nam (2001) với Trường ca Hàm Rồng;
- Tặng thưởng cuộc thi tiểu thuyết của Hội Nhà văn Việt Nam (2004 - 2006) với tiểu thuyết Cõi người;